# Mustafá III
Mustafa III (28 de enero de 1717 –21 de enero de 1774) fue sultán del Imperio otomano desde 1757 hasta 1774. Era el hijo del sultán Ahmed III y le sucedió su hermano Abd-ul-Hamid I en 1774. Como gobernante enérgico y perspicaz que fue, Mustafa procuró modernizar el ejército y la maquinaria estatal interna para llevar a su Imperio de acuerdo a los cánones de poder de la Europa Occidental.
El estado Otomano había entrado en un declive tan profundo que cualquier tentativa general de su modernización era como una gota en la inmensidad del océano, mientras que cualquier plan importante para modificar el statu quo administrativo inmediatamente hacía llevar a los jenízaros e imanes al punto de rebelión. Mustafa empleó los servicios de generales extranjeros para iniciar una reforma de la infantería y la artillería. El Sultán también ordenó la fundación de las Academias de Matemáticas, Navegación y Ciencias.
Consciente en grado sumo de su propia debilidad militar, Mustafa diligentemente evitó la guerra y asistió impotente a la anexión de Crimea por parte de la zarina Catalina la Grande. Sin embargo esta acción, combinada con la agresión rusa en Polonia obligó a Mustafa a declarar la guerra contra la Corte de San Petersburgo poco antes de su muerte.
Tuvo un hijo: Selim III
| Predecesor: Osman III | Sultán del Imperio otomano 1757 - 1774 | Sucesor: Abd-ul-Hamid I |

- Datos: Q199484
- Multimedia: Mustafa III / Q199484